# Begonia hainanensis
Begonia hainanensis é uma espécie de Begonia, nativa da China.